# Nagy Imre-per

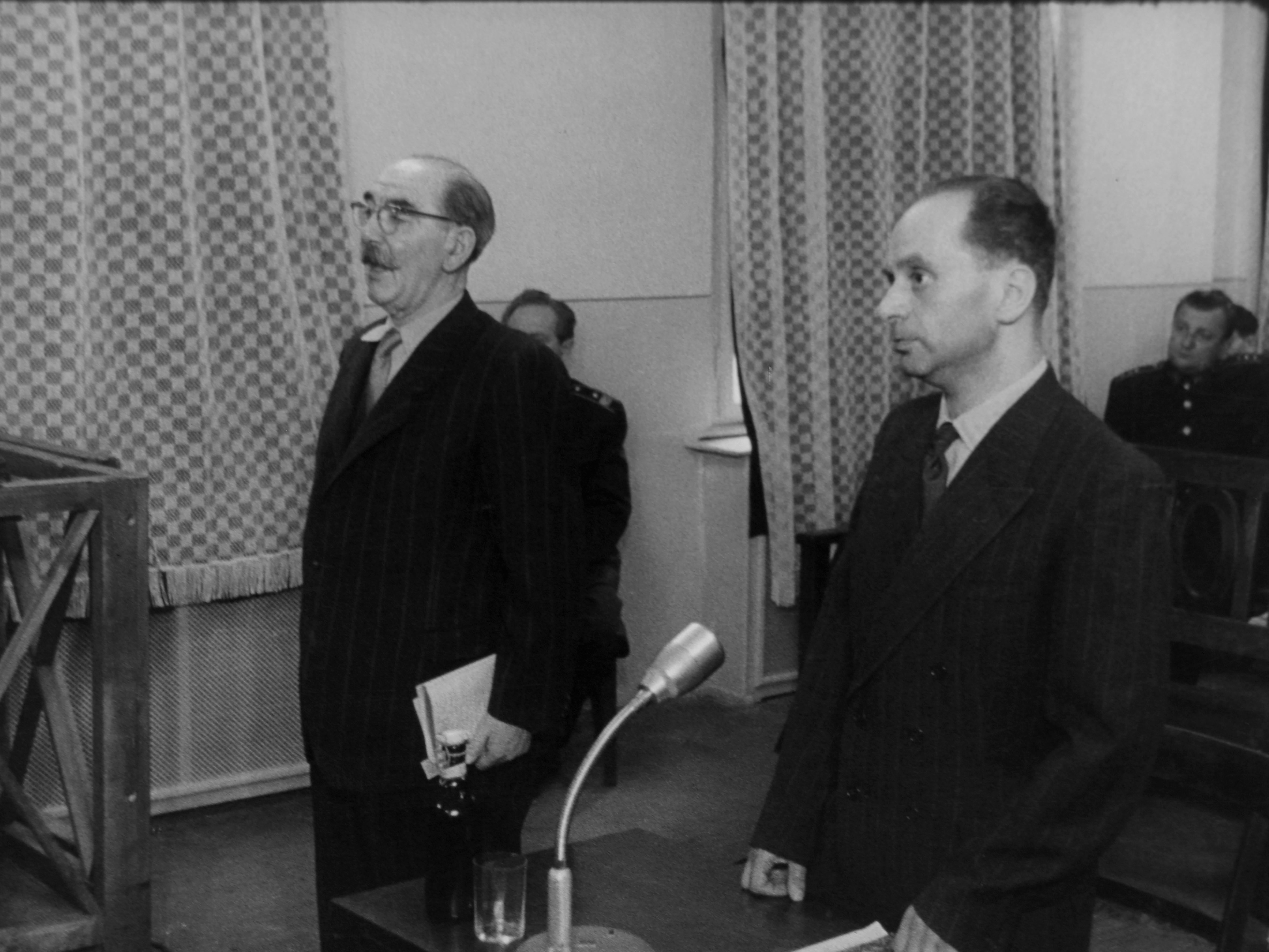
Nagy Imre volt miniszterelnök és Gimes Miklós politikus a Népbírósági Tanács előtt. Mindkettőjüket kötél általi halálra ítéltek.

Nagy Imre és társai pere az 1956-os magyar forradalmat követő titkos koncepciós per 1958. január 28. és június 15. között, a Nagy Imre-kormány illetve a 'Nagy Imre-csoport' ellen. A vádlottak Nagy Imre, Losonczy Géza, Gimes Miklós, Maléter Pál, Szilágyi József, Kopácsi Sándor, Donáth Ferenc, Jánosi Ferenc, Tildy Zoltán és Vásárhelyi Miklós voltak. A pert a Kádár vezette bábkormány és a szovjet vezetés folyamatosan egyeztetve határozta el.
A titokban folytatott tárgyalást a politikai körülményekhez képest korrektül kezdő Radó Zoltán tanácsvezető bíró szívrohamára hivatkozással egy nap után elnapolták, majd 4 hónap múlva az addigra nagyszámú halálos ítéletet hozó, a vádlottak bűnösségében mély indulatokkal hívő Vida Ferenccel váltották fel. A per során törvénytelenségek sorát követték el, a védőket megfélemlítették, a védelem tanút nem hozhatott, a vádlottakba Vida folyamatosan belefojtotta a szót, bizonyítékaikat nem engedték elmondani és végül a politikai célnak megfelelő ítéleteket hozták.
Az ítéletet 1958. június 15. hirdették ki. Nagy Imrét halálra és teljes vagyonelkobzásra, Donáth Ferencet 12 évi börtönre, Gimes Miklóst halálra, Tildy Zoltánt 6 évi börtönre, Maléter Pált halálra, Kopácsi Sándort életfogytiglani börtönre, Jánosi Ferencet 8 évi, Vásárhelyi Miklóst pedig 5 évi börtönre ítélték.
A halálraítélteket másnap hajnalban fölakasztották. A kivégzést csak másnap hozták nyilvánosságra. Losonczy Géza a vizsgálati fogságban a tárgyalás kezdete előtt az éhségsztrájkja miatti erőszakos mesterséges táplálásba belehalt. A 9. rendű vádlott Szilágyi József ügyét – mivel nem volt hajlandó a vallatók kérdéseire válaszolni – elkülönítették, és már 1958. április 24-én fölakasztották. Holttestüket a börtön udvarán temették el, kátránypapírba drótozva. 1961-ben kihantolták, s az összedrótozott holttesteket az Új Köztemető 301-es parcellájában, jeltelen sírba, arccal lefelé földelték el. A rendszerváltozáskor, 1989-ben került sor rehabilitálásukra és ünnepélyes újratemetésükre.
A perről a politikai vezetés filmfelvételt forgatott későbbi propaganda felhasználás céljával, de a felvételek nem voltak alkalmasak a forradalom iránti ellenérzés felkeltésére, ezért titkosították, ennek feloldására csak 2008-ban került sor.

## A per előzményei
A forradalom alatt, a 2. szovjet beavatkozás hírére Nagy Imre és társai a jugoszláv nagykövetségre menekültek, majd november 22-én, bízva a magyar kormány által tett bántatlansági ígéretben, elhagyták a jugoszláv követség épületét. A szovjetek – megszegve a jugoszlávokkal történt megállapodást – azonnal őrizetbe vették, majd családjukkal a romániai Snagovi-tó partjára házi őrizetbe helyezték őket. Kádárék és a szovjet vezetés erős politikai nyomással és személyes küldöttek útján próbálták rávenni Nagy Imrét, hogy ismerje el Kádár János kormányát, és ezzel legitimálja az új hatalmat. Miután Nagy Imre erre nem hajlott, 1957. március 27-29-én Moszkvában Kádár János megállapodott az SZKP vezetőivel abban, hogy Nagy Imrét bíróság elé állítják. A per lebonyolítását folyamatosan egyeztették a szovjet vezetéssel. Bizonyos források ugyanakkor arra utalnak, hogy a szovjet vezetés nem írta elő Kádáréknak Nagy Imre halálos ítéletét, a legsúlyosabb büntetés szükségességét a magyar vezetés javasolta. A KGB-vezető Ivan Szerov naplója szerint „Nagy Imre további sorsáról az új magyar vezetés döntött. Jóllehet eközben ők tanácskoztak Moszkvával. Nagy Imre kivégzése teljes mértékben terheli az új magyar vezetés lelkiismeretét. Én úgy hiszem Kádár ezáltal igyekezett eltüntetni annak nyomait, hogy együttműködött Nagy Imrével. Ők ugyanis együtt meg akarták dönteni Gerő hatalmát, aki Rákosi embere volt.” Április 9-én Kádár javaslatának megfelelően az MSZMP IIB elfogadta azt a határozatot, mely Nagy Imre és társai őrizetbe vételéről, valamint büntetőeljárás megindításáról szólt. Április 14-én letartóztatták Nagyot, és Budapestre vitték társaival együtt. 1957. április 16-ai kihallgatása során Nagy Imre a válaszadást megtagadta, s ezentúl a jegyzőkönyveket sem írta alá. Nagy Imre június 14-én maga jelentkezett kihallgatásra: „Úgy érzem, nem vagyok bűnös semmiben, el akarom mondani tevékenységemet.” Továbbra is elutasította, hogy az eseményeket politikailag és büntetőjogilag értékelje. A Belügyminisztérium 1957. augusztus 10-én készítette el a Nagy Imre-per vádiratát, augusztus 26-án Moszkvában Biszku Béla belügyminiszter egyeztette a vádiratot és az ítéleteket Andropovval, az SZKP KB osztályvezetőjével és más szovjet vezetőkkel. Hivatalosan 1957. december 21-én az MSZMP KB zárt ülésen hozott titkos határozatot a per lefolytatásáról, mely szerint Nagy Imre „a Népköztársaság törvényes rendjének megdöntésében bűnös, különleges ellenforradalmi csoporttal szemben szabad folyást kell engedni a törvényes eljárásnak.”

## A vádlottak

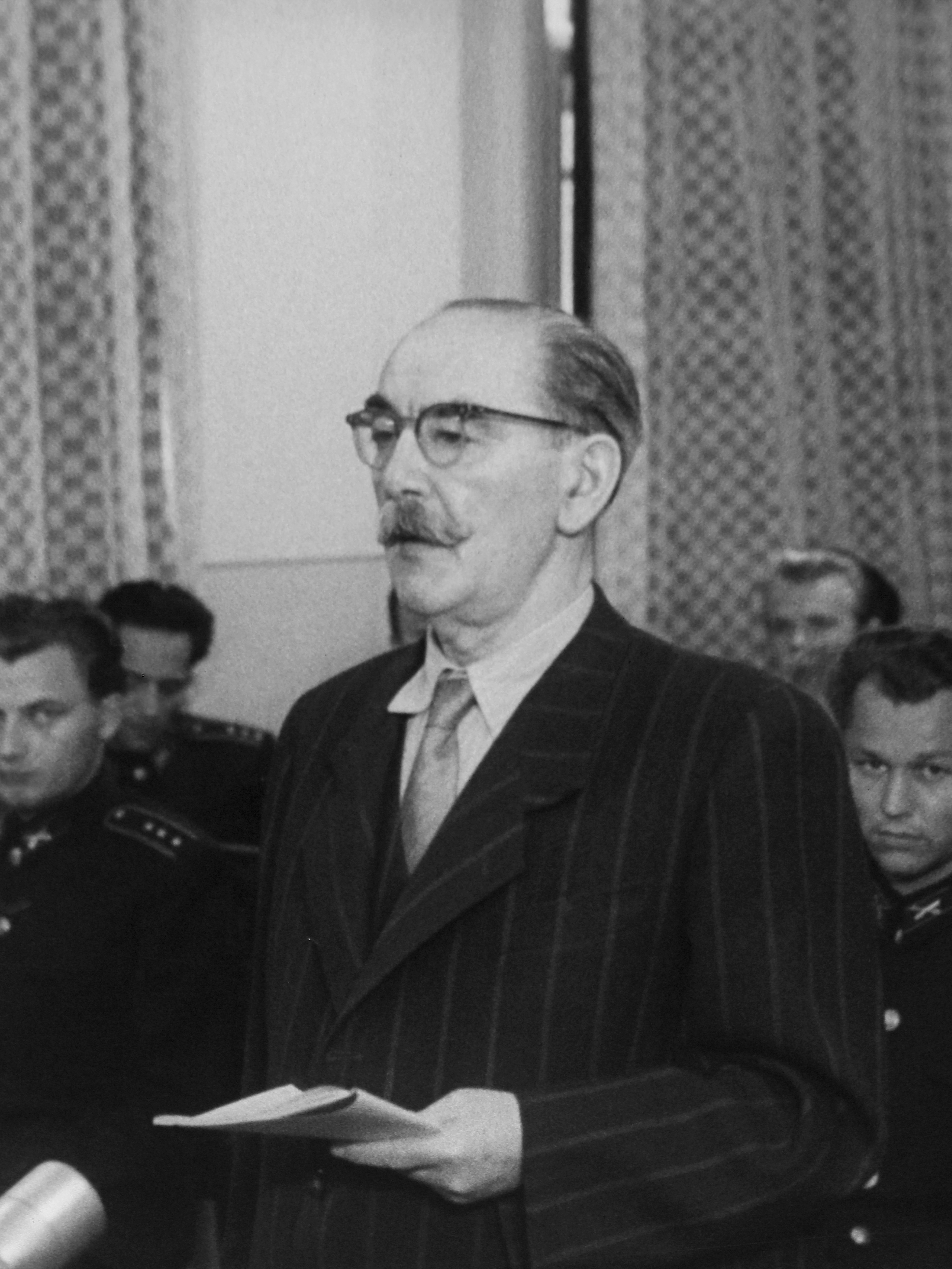
1. rendű: Nagy Imre
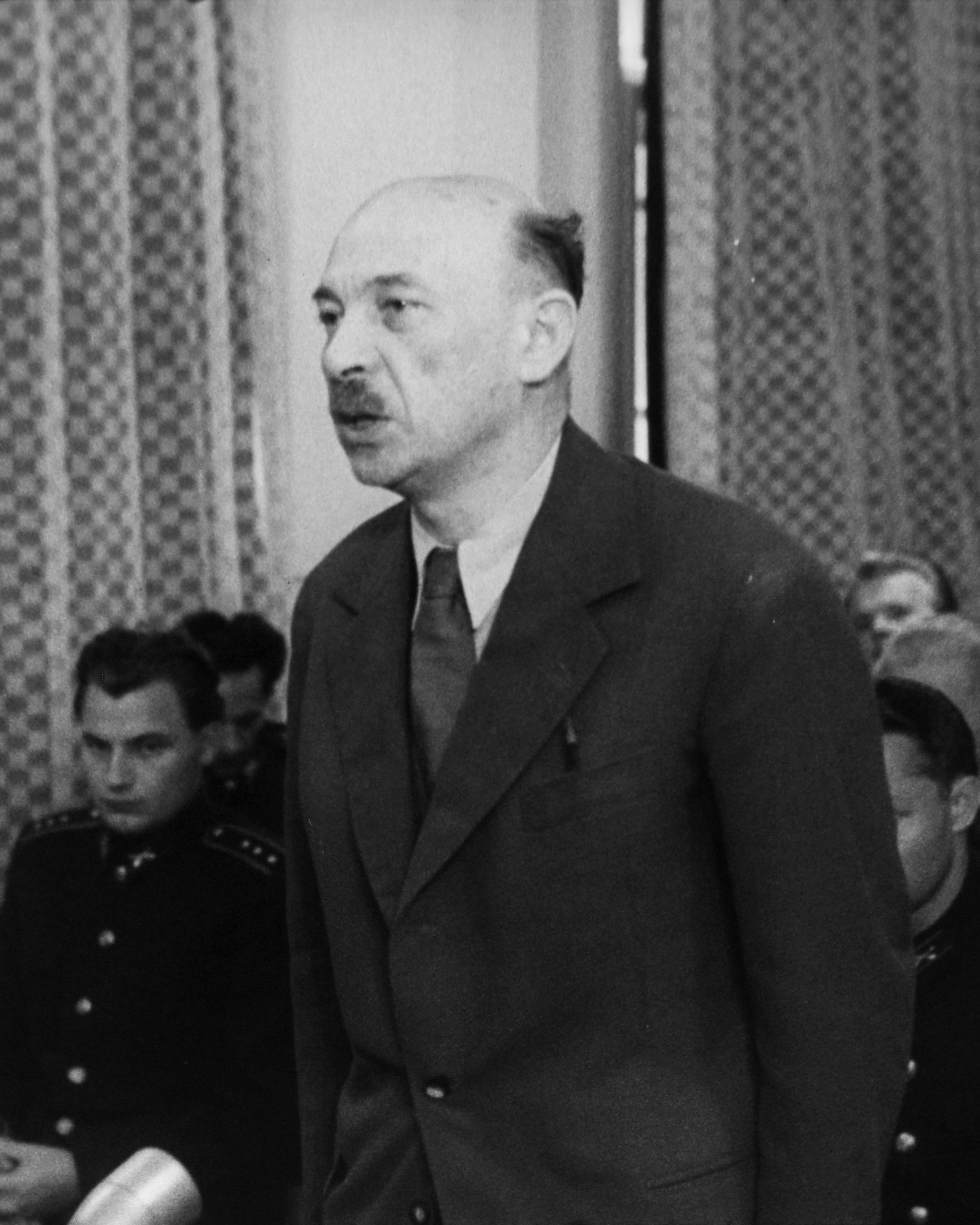
2. rendű: Donáth Ferenc
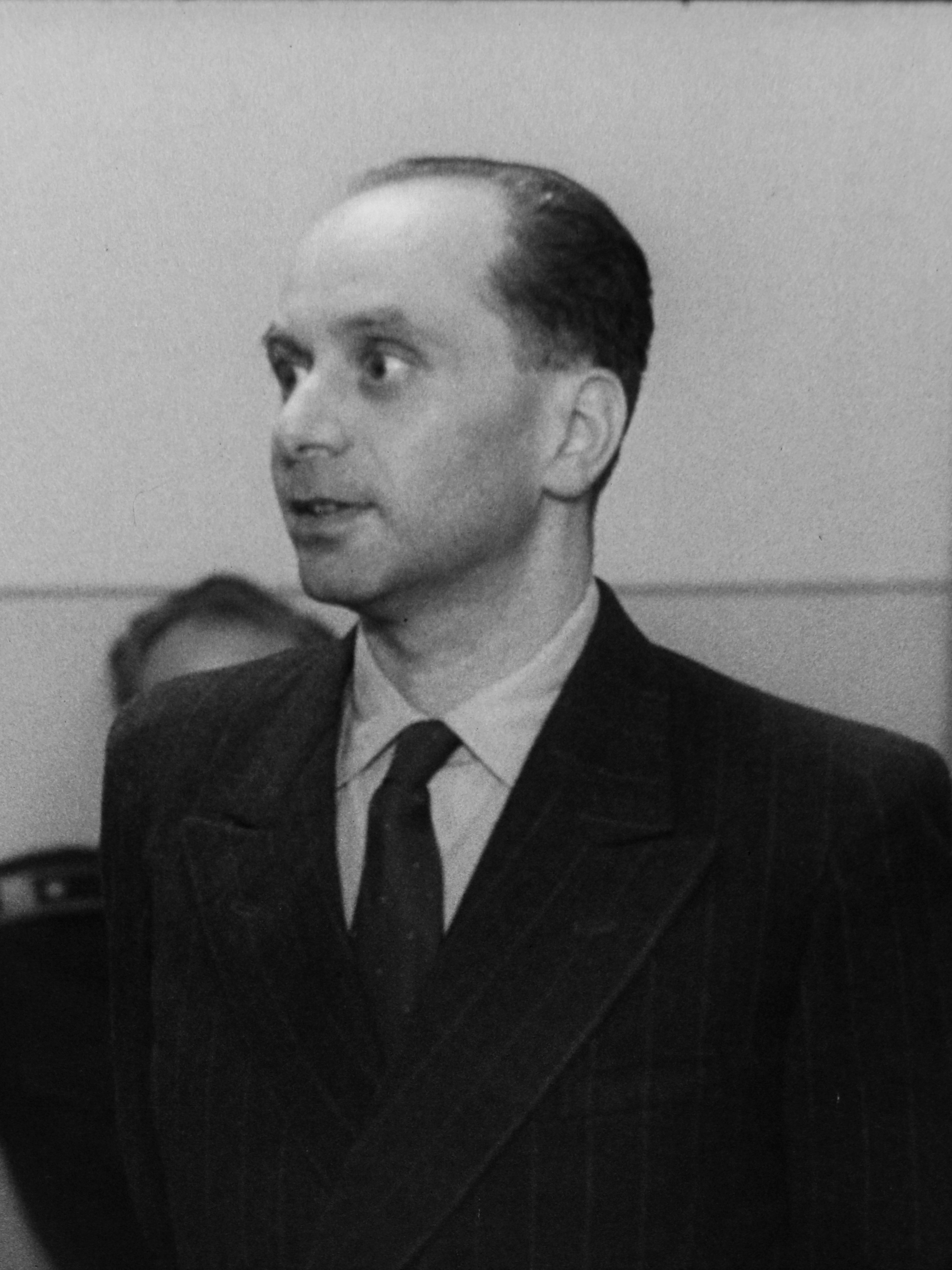
3. rendű: Gimes Miklós
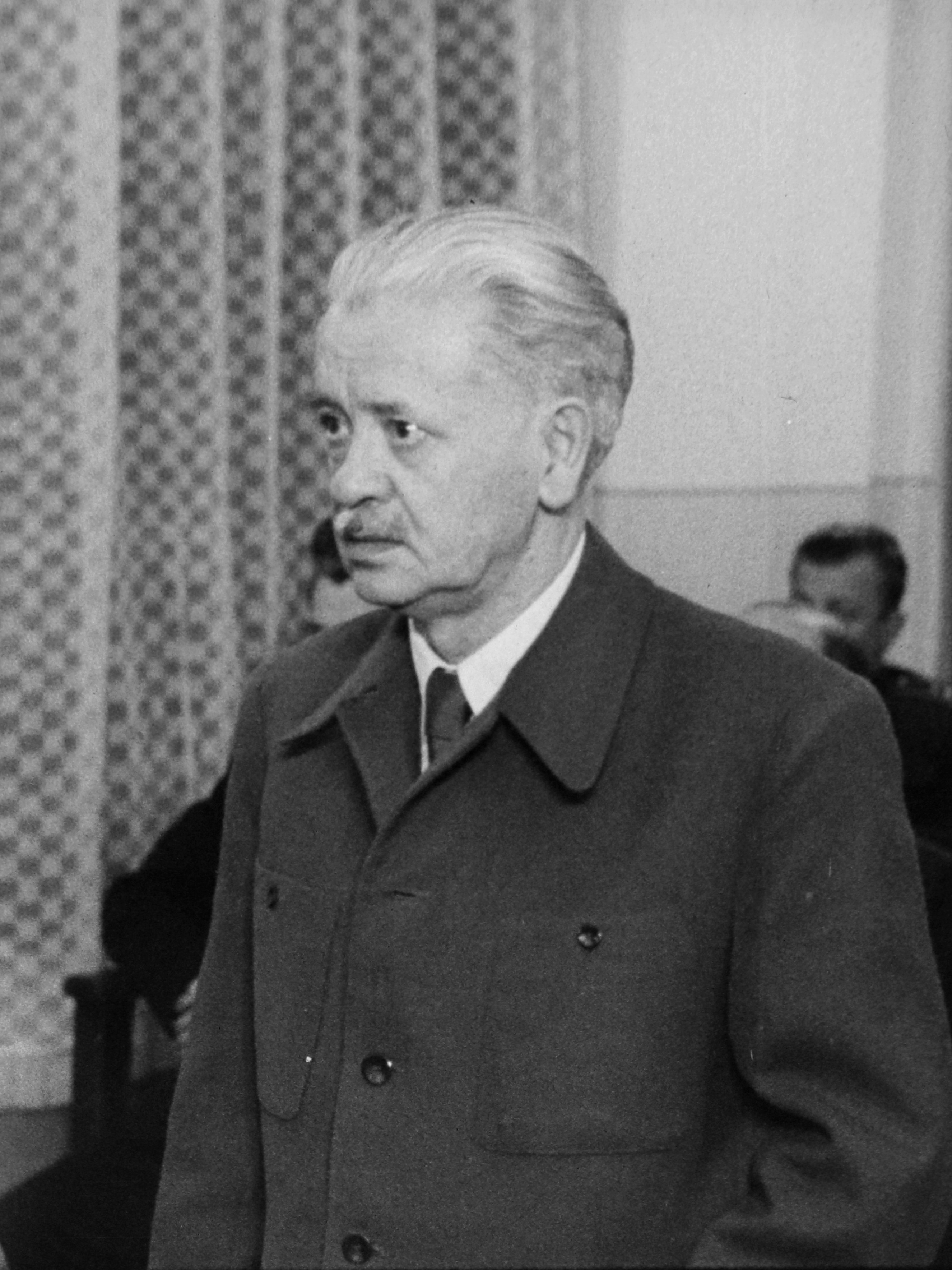
4. rendű: Tildy Zoltán
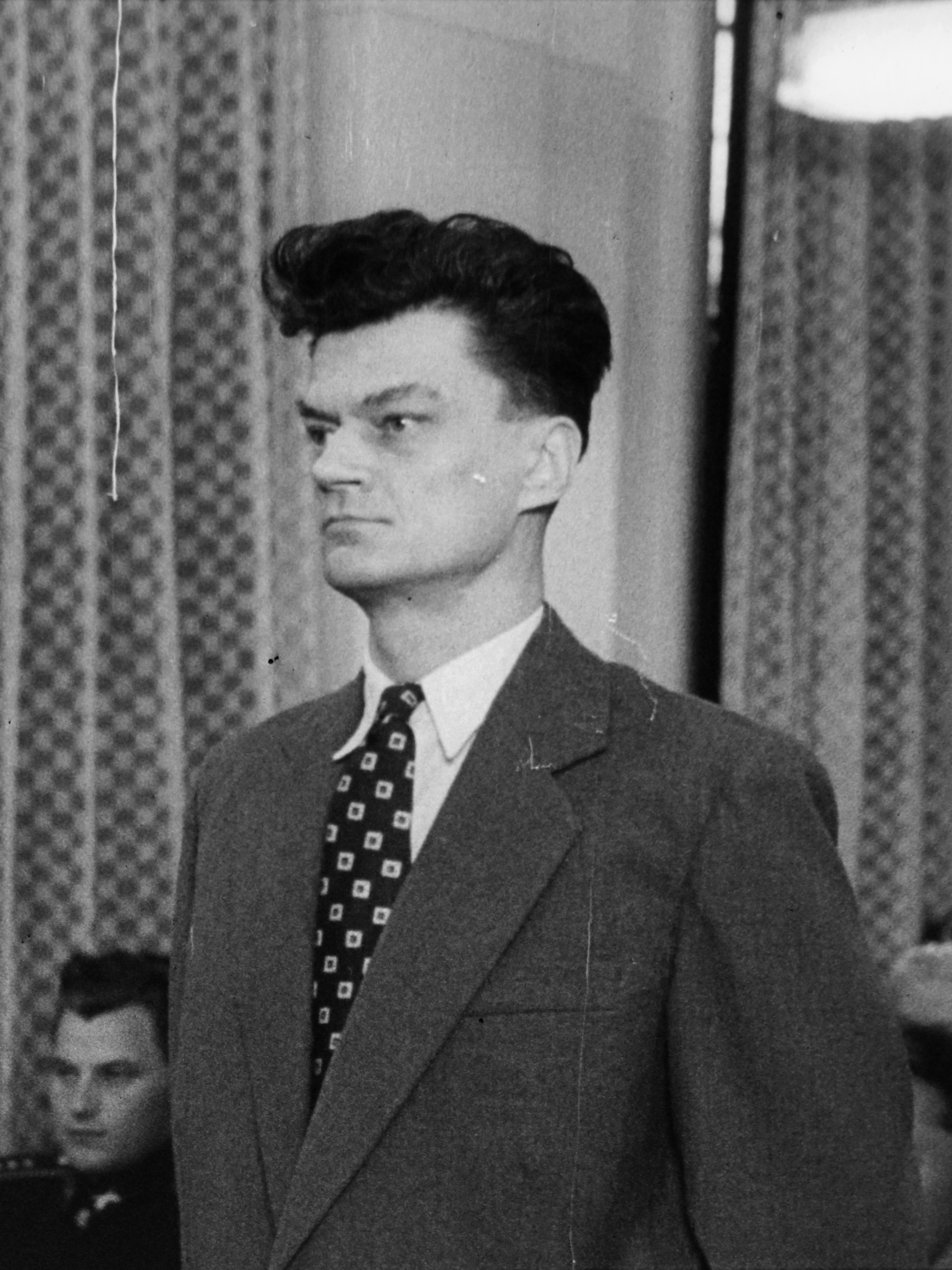
5. rendű: Maléter Pál
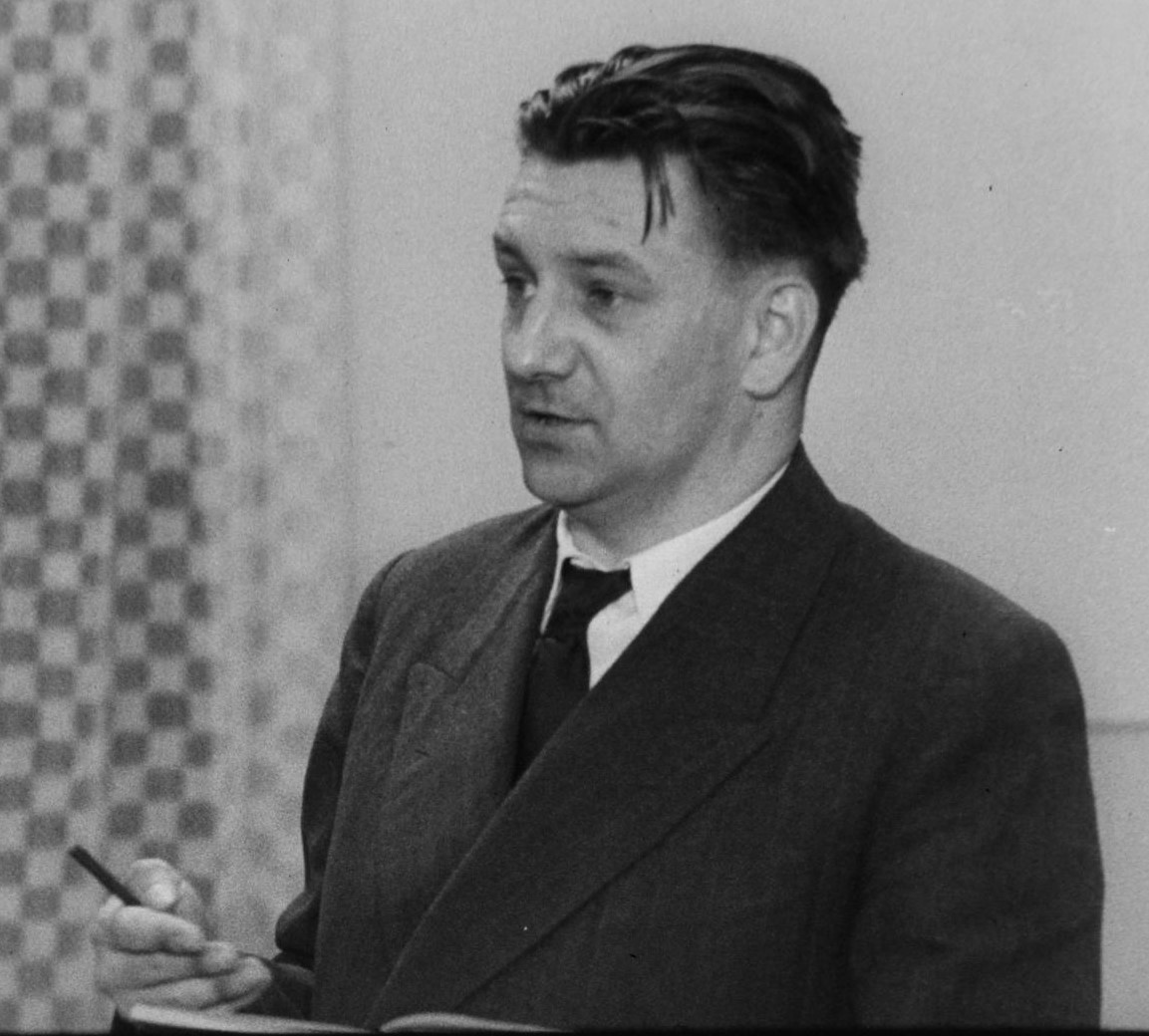
6. rendű: Kopácsi Sándor
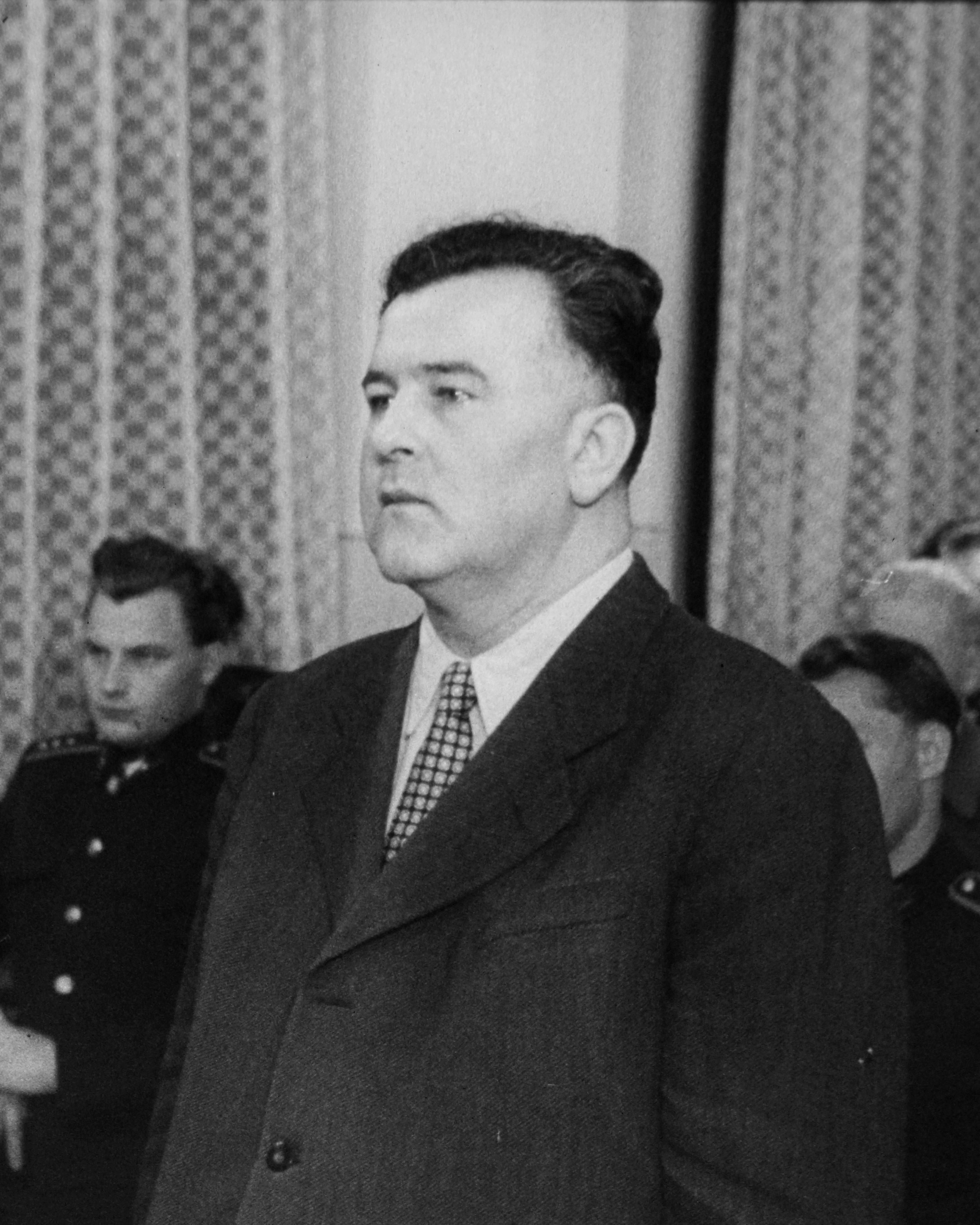
7. rendű: Jánosi Ferenc
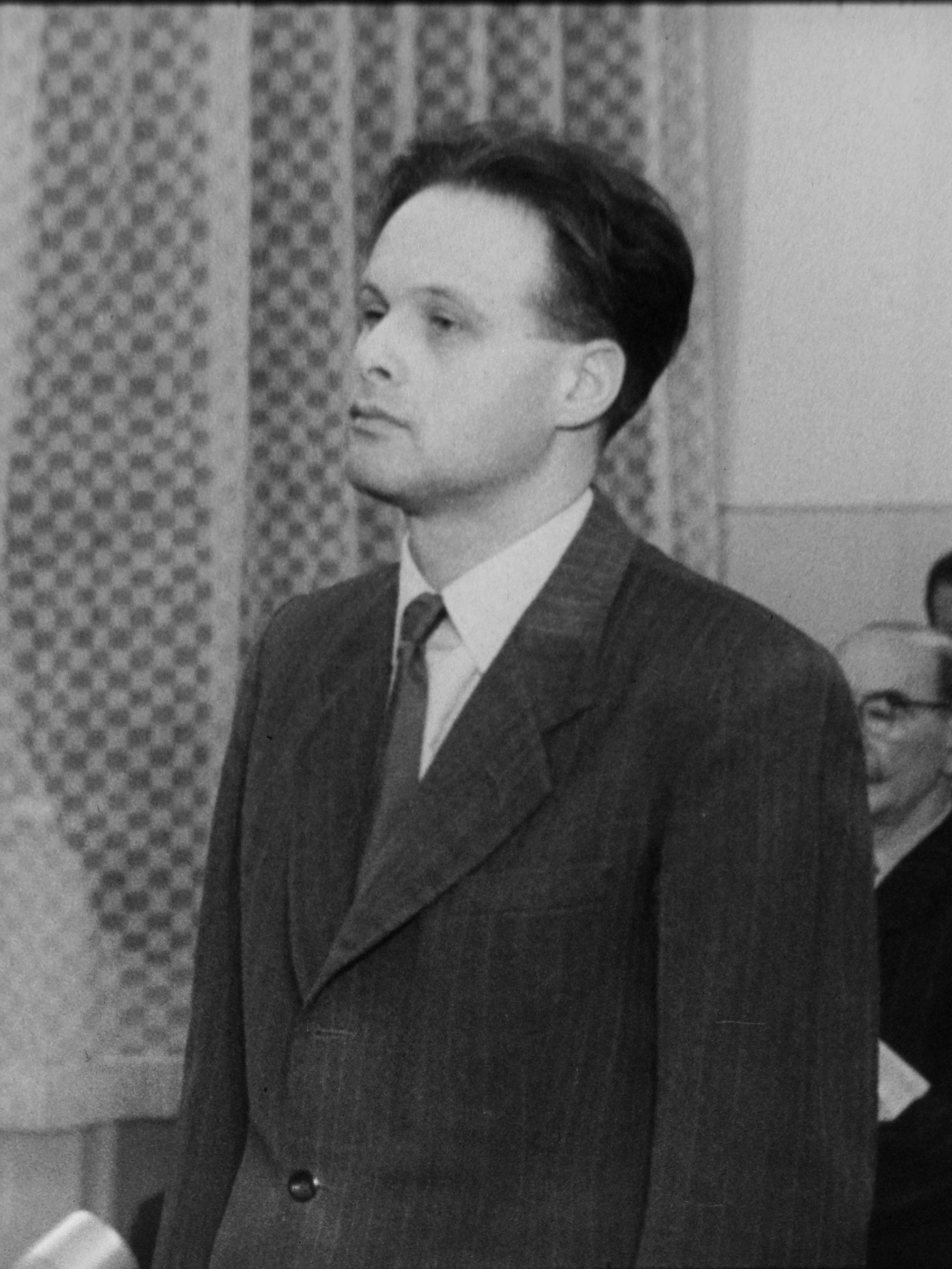
8. rendű: Vásárhelyi Miklós
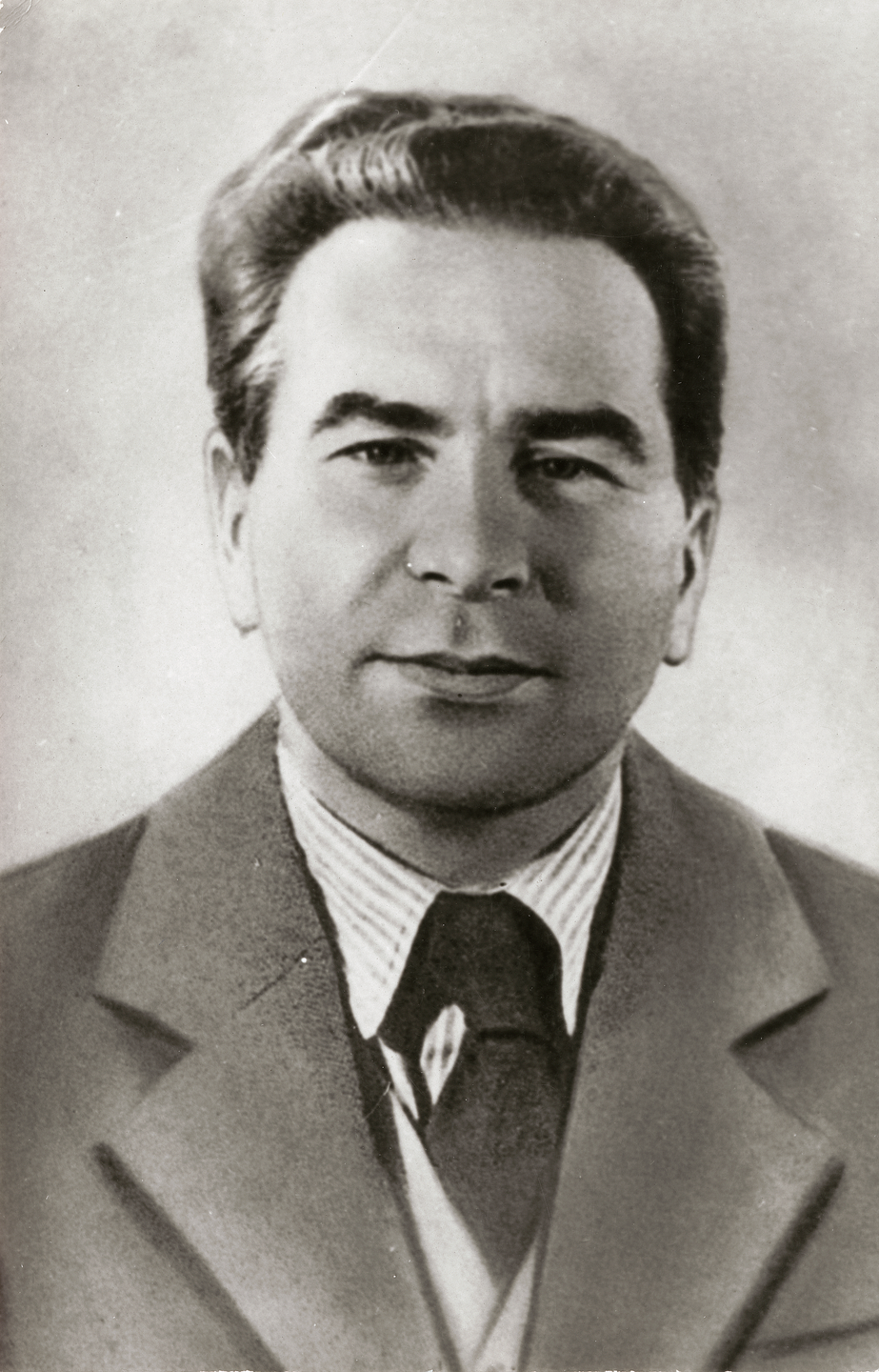
9. rendű: Szilágyi József

## A per
1958. február 5-én vette kezdetét a titkos, zárt tárgyalás-sorozat a katonai bíróság Fő utcai tárgyalótermében, a Legfőbb Bíróság dr. Radó Zoltán által vezetett Népbírósági Tanácsa közreműködésével. A vádat a legfőbb ügyész első helyettese, dr. Szalai József képviselte. Radó pervezetése az ismert politikai körülmények fényében viszonylag korrektnek volt mondható. A politikai vezetés számára azonnal kiderült, hogy Radó Zoltán nem tudja az elvárt szigorúsággal vezetni a tárgyalást: mindenkit hagyott beszélni, nem volt képes megakadályozni, hogy a vádlottak előadják saját érveiket és bizonyítékaikat, nem tudott érdemben vitát folytatni a vádlottakkal, és a kívánt irányba vinni a bizonyítások menetét. Ezért másnap elnapolták a tárgyalást, Radó betegségére hivatkozva. Négy hónappal később folytatták csak, tanácselnöknek ekkor már a sokkal keményebb, a vádlottak bűnösségében meggyőződésesen hívő, a megtorlásban addig már sok halálos ítéletet hozó Vida Ferencet nevezték ki.

### A tárgyalásvezető Vida Ferenc bíró
A tárgyalás vezetőjéül kinevezett Vida Ferenc bíró elvakultságig hithű kommunistaként meg volt győződve Nagy Imréék „ellenforradalmi” bűnösségéről, és a legsúlyosabb ítélet szükségességéről. Az 1956-ot követő megtorlás pereiben Vida a politikai vezetés előtt ellentmondást nem tűrő keménységéről és nagyszámú halálos ítéletéről volt ismert. Vida rendszerváltás utáni nyilatkozataiban tagadta, hogy az MSZMP vezetői illetve maga Kádár János utasította volna a halálos ítéletek meghozatalára, ami nem életszerűtlen. A gyakorlatban a magyar politikai vezetés – illetve Szerov szerint személyesen Kádár – Vidát ismerve lényegében Vida személyének a per vezetésére történt kinevezésével döntött Nagy Imréék halálra ítélése mellett. Utolsó interjújában azt állította, hogy az öt tagú bírói tanácsban a négy népi ülnök mellett kisebbségbe került, ezért szabott ki halálbüntetést.
Vida 1989-ben az őelőtte a tárgyalást vezető Radó Zoltánról így vélekedett: „Radó Zoltán nem tudta vezetni a tárgyalást. Radó-féle tárgyalás alatt nem volt több mint a vádlottak kihallgatása. A vádlottak vezették a tárgyalást, Radó pedig futott utánuk, képtelen volt összefogni az ügyet.”
Vele szemben Vida a klasszikus sztálinista politikai perek bíráinak stílusában viselkedett, a bírói pártatlanságot félretéve az ügyész mellett maga is teljes egészében a vádló szerepét képviselte, kész koncepciója volt a vádlottak bűnösségére, és hogy milyen ítéletet kell hoznia.
1958. június 9. és június 15. között folytak le a zárt tárgyalások. Védője, a már súlyos beteg 74 éves Bárd Imre hangot adott annak, hogy védence nemhogy a szocialista rendszer megdöntését nem akarta, hanem ellenkezőleg: éppen azt mentette, ami menthető volt, s ezenfelül minden változást az akkori pártvezetés tudtával és beleegyezésével vitt végbe. Vida Ferenc ekkor felháborodva ezt mondta „Figyelmeztetem a védőt, hogy ha nem hagyja abba pártunk és kormányunk vezetőinek rágalmazását, a vádlottak padján találja magát.”

Vida Ferenc a tárgyalások során gyakran kontrollálatlan dühkitörésekkel, ordibálva támadt a vádlottakkal. Félbeszakította, álláspontjuk kifejtésére nem adott módot, kioktató stílusban fojtotta a vádlottakba a szót, ha azok az ügy politikai koncepciója szempontjának ellentmondó információkat akartak közölni, nem hagyott teret semmiféle álláspont bővebb kifejtésére. Vida érezhetően mélyen azonosult érzelmileg is a vádakkal, hangjából „őszinte és mély felháborodás, sőt gyűlölet sugárzott.”
(kiabálva) Bocsánatot kérek! Tessék hallgatni, amikor beszélek! Milyen jogcíme van önnek ahhoz, hogy a nyomozó csökkent művelts..., csökkent intelligenciájára hivatkozzon? Itt ön a vádlott, ezt értse meg végre! És itt nem lehet ezen a hangon beszélni! Tessék tisztességes hangon beszélni, mert tud a bíróság komoly, keményebb eszközöket is használni!
[...]

Itt azt, hogy mi a tisztességes hang és mi a tisztes..., tiszteletlen hang, én határozom meg! (ütemesen veri az asztalt) És hogyha ön nem tud rendesen viselkedni, tisztességesen viselkedni, megtanítom! Értse meg végre!
A per során Nagy Imre panaszolta, hogy a nyomozás során nem közölték vele a vádat, csak arra szólították fel, mondja el, milyen bűnöket követett el. Panaszt tett továbbá, hogy bár a rögzített vallomásban valóban által elmondott mondatok szerepelnek, de abból hosszú részeket kihagytak, amelyeket pedig fontosnak tartott a bizonyítás szempontjából.
A siettetett tempóban zajló tárgyalássorozat alig egy hét alatt véget ért.
Június 15-én a Legfelsőbb Bíróság Népbírósági Tanácsa Nagy Imrét halálra és teljes vagyonelkobzásra, Donáth Ferencet 12 évi börtönre, Gimes Miklóst halálra, Tildy Zoltánt 6 évi börtönre, Maléter Pált halálra, Kopácsi Sándort életfogytiglani börtönre, Jánosi Ferencet 8 évi, Vásárhelyi Miklóst pedig 5 évi börtönre ítélte. Az ítélet az MSZMP PB előzetes jóváhagyásával született meg. A vádlottak mind bűnösnek vallották magukat, a miniszterelnököt kivéve. Nagy Imre az utolsó szó jogán a következőket mondotta: „Igen tisztelt népbíróság! Igen tisztelt elnök úr! Az ügyész úr vádbeszédében reám a legsúlyosabb, tehát halálbüntetés kiszabását javasolta. Többek között azzal indokolta, hogy a nemzet nem tud elfogadni olyan ítéletet, amely könyörületes lenne. Sorsomat a nemzet kezébe teszem. Védelmemre semmit felhozni nem kívánok, kegyelmet nem kérek.” Védője hivatalból adódóan kegyelmi kérvénnyel élt, így a formának megfelelően még ugyanezen a napon összeült a testület, mely az ítéletet is meghozta, és kegyelmi tanácsként működtek. Elnöke, Vida Ferenc indokolás nélkül elutasította a kegyelmi kérvényeket, ezáltal az ítélet a kihirdetés pillanatában rögtön jogerőre emelkedett.
E pernek áldozatul esett még Szilágyi József (1917–58) és Losonczy Géza (1917–57). Utóbbi még a tárgyalások megkezdése előtt elhunyt.

## A halálos ítéletek végrehajtása
A három halálraítélt kivégzésének időpontját másnapra tűzték ki, s átszállították őket Kőbányára, a Kozma utca 13. szám alatti Gyűjtőfogházba. Nagy Imre utolsó óráit levélírással töltötte, ezek a levelek azonban szeretteihez sohasem jutottak el.
Másnap, június 16-án, kora hajnalban jöttek a foglyokért. A Kisfogház udvarát jelölték ki a kivégzés színhelye gyanánt, ide az elítélteket egyesével kísérték. A  kivégzésen – a szokásoktól eltérően – nem az ítéletet hozó bíró Vida Ferenc vett részt, – őt a politikai vezetés mentesítette ez alól – a  kiküldött bíró Dr. Bimbó István volt, aki miután megállapította személyazonosságukat, felolvasta a Magyar Népköztársaság Legfelsőbb Bírósága Népbírósági Tanácsának ítéletét, és a kegyelmi kérvények elutasítását. Ezt követően a hóhérnak adta át őket.
Bogár János ítélet-végrehajtó 5 óra 9 perckor elsőnek Nagy Imre nyakába akasztotta a kötelet, aki a független, szocialista Magyarországot éltette utolsó szavaival. Utána következett Maléter Pál és Gimes Miklós. Miután az orvosok a halál beálltát megállapították, felvették a 120 Ft-ot a felmerült költségek fedezésére, majd aláírták az átvételi elismervényt.
Holttestüket a börtön udvarán temették el, kátránypapírba drótozva. Két és fél évvel később, 1961. február 24-én titokban hantolták ki az éj leple alatt Nagy, Maléter és Gimes földi maradványait, és átvitték a rákoskeresztúri Új köztemető főbejáratától legtávolabb eső, 301-es parcellájába, arccal a föld felé. A temetői nyilvántartásba hamis neveket jegyeztek be.

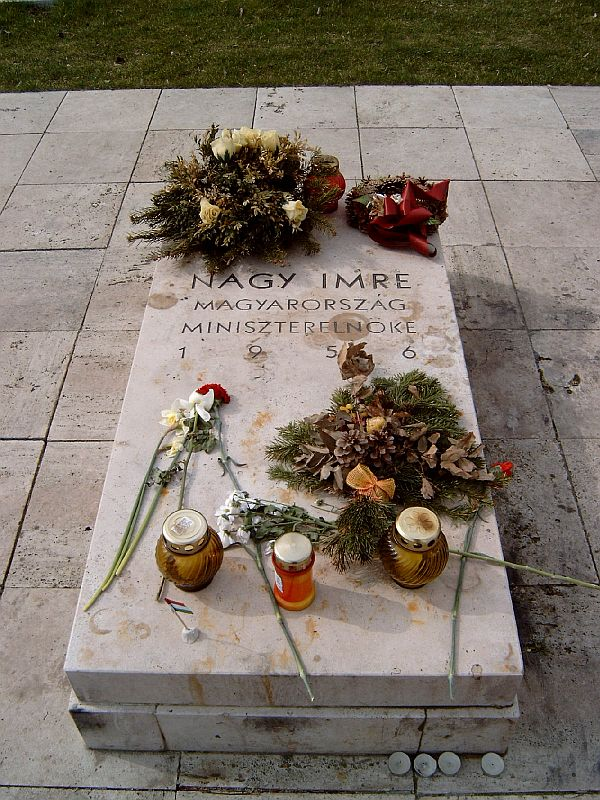
Nagy Imre síremléke
a 301-es parcellában

## A per utóélete, az elítéltek rehabilitálása

### A Kádár-rendszerben
A halálos ítéleteket és végrehajtásukat csak másnap hozták nyilvánosságra. A tárgyalásokról végig filmfelvételt is forgattak, későbbi propaganda filmek készítése céljából. A filmfelvételekről érezték, hogy még szerkesztve sem alkalmasak a forradalom iránti ellenérzés felkeltésére, így a Kádár-rendszer alatt csak egy egészen rövid híradást készítettek, a vádlottaktól egy-egy mondatot bevágva, manipulatív propaganda narrációval ellátva, Nagy Imre esetén egyes mondatait meg is hamisították. A filmanyagot titkosították, és ezt csak 2008-ban oldották fel.

### Rendszerváltás után
A perben elítéltek rehabilitálására a rendszerváltozáskor, 1989-ben került sor, ünnepélyes újratemetésükkel együtt. A pert vezető Vida Ferenc megélte a rendszerváltást és az újratemetést, interjúiban megbánást nem tanúsított, haláláig kitartott amellett, hogy törvénytelenséget nem követett el. A vádat képviselő Szalai József ügyész a rendszerváltás idejére vallási fanatizmusba fordult emberré vált, és bocsánatot kért az elítéltek közül még élő Kopácsi Sándortól.